# Tista
Tista (jap. ティスタ Tisuta) – manga autorstwa Tatsuyi Endō, publikowana w magazynie „Jump Square” wydawnictwa Shūeisha od listopada 2007 do lipca 2008. Całość została zebrana w dwóch tomach.

## Fabuła
Seria opowiada o młodej dziewczynie imieniem Tista Rockwell i jej pracy jako zabójczyni na zlecenie religijnej grupy ekstremistów. Po spotkaniu mężczyzny o imieniu Arty zaczyna dostrzegać hipokryzję swojej organizacji i próbuje odejść.

## Publikacja serii
Manga ukazywała się w magazynie „Jump Square” od 2 listopada 2007 do 4 lipca 2008. Wydawnictwo Shūeisha zebrało jej rozdziały w 2 tankōbonach, wydanych 4 czerwca i 4 września 2008.
13 stycznia 2025 Waneko zapowiedziało wydanie mangi w Polsce w jednym tomie zbiorczym. Premiera odbyła się 28 kwietnia tego samego roku.
| Nr | Język japoński  | Język japoński         | Język polski     | Język polski           |
| Nr | Data wydania    | ISBN                   | Data wydania     | ISBN                   |
| -- | --------------- | ---------------------- | ---------------- | ---------------------- |
| 1  | 4 czerwca 2008  | ISBN 978-4-08-874490-2 | 28 kwietnia 2025 | ISBN 978-83-8389-077-7 |
| 2  | 4 września 2008 | ISBN 978-4-08-874570-1 | 28 kwietnia 2025 | ISBN 978-83-8389-077-7 |

## Odbiór
Shaedhen z Manga News pochwalił rysunki i postacie, choć uznał, że fabuła była mało oryginalna. Recenzent z Manga Sanctuary również wyraził uznanie dla ilustracji, jednocześnie zauważając, że historia, choć mało oryginalna, pozostaje przyjemna w odbiorze. Faustine Lillaz z Planete BD była bardziej krytyczna, opisując postacie jako szablonowe. Mimo to pochwaliła oprawę graficzną.